# Языковое планирование
Языковое планирование — лингвистический термин, используется также в интерлингвистике, имеет два значения:
1. Сознательное воздействие на развитие любого языка, находящегося в использовании, вне зависимости от его происхождения. Естественные (этнические) языки в такой же степени подвергаются языковому планированию, что и искусственные (точнее, плановые). Это воздействие может производиться как отдельными личностями (для русского языка такую роль сыграли, в частности, Карамзин, Ломоносов, Пушкин), так и государственными учреждениями и институтами (вопросы нормирования языка, создание терминологии, выработка литературных норм, создание письменности в случае младописьменных языков).
2. Создание проекта планового языка. Как правило, в этом значении термин употребляется в интерлингвистике, наряду с термином лингвопроектирование.

Языковое планирование представляет собой часть языковой политики, наравне с языковой политикой и практикой языка в определённых ситуациях. Языковое планирование может быть государственным (т.е. проводимой со стороны государства и/или при его поддержке) или неправительственным (со стороны неправительственных организаций). Языковое планирование преследует разные цели, например ассимиляция одного языка другим ради каких-либо целей или формирования отличительного признака для нации.
Языковое регулирование проводится языковыми регуляторами, комитетами, советами и.т.п.

## Цели языковой политики и языкового планирования.
Основные цели языковой политики в применении к конкретному языку: 
1. Сохранение существующего языка;
2. Изменение существующего языка. Другие возможные цели языковой политики;
3. Возобновление функций (“оживление”) мёртвого литературного языка (современная история иврита);
4. Создание нового литературного языка (история новонорвежского, индонезийского и др. языков). Языковое планирование (но не обязательно языковая политика);
5. Создание региональных надъязыковых систем (например многочисленные панславянские языки);
6. Создание общемировых надъязыковых систем (международные искусственные языки, как например эсперанто).

## Организации
Список организаций, занимающихся языковым проектированием. Вы можете его дополнить
- Французская академия
- Академия языка иврит
- Академия Эсперанто
- Фонд Хованского
- Институт Сервантеса
- Исследовательский институт идиша